# Bropålbagge
Bropålbagge (Ditylus laevis) är en skalbaggsart som först beskrevs av Fabricius 1787.  Bropålbagge ingår i släktet Ditylus, och familjen blombaggar. Enligt den finländska rödlistan är arten starkt hotad i Finland. Arten har ej påträffats i Sverige. Artens livsmiljö är naturmoskogar.